# West-Pokot County
West Pokot County is een county en voormalig Keniaans district in de provincie Bonde la Ufa. Het district telt 308.086 inwoners (1999) en heeft een bevolkingsdichtheid van 34 inw/km². Ongeveer 2,2% van de bevolking leeft onder de armoedegrens en ongeveer 53% van de huishoudens heeft beschikking over elektriciteit.
Hoofdplaats is Kapenguria.